# Cassidulininae
Cassidulininae es una subfamilia de foraminíferos bentónicos de la Familia Cassidulinidae, de la Superfamilia Cassidulinoidea, del Suborden Buliminina y del Orden Buliminida. Su rango cronoestratigráfico abarca desde el Paleoceno hasta la Actualidad.

## Discusión
Clasificaciones previas incluían Cassidulininae en el Suborden Rotaliina y/o Orden Rotaliida.

## Clasificación
Cassidulininae incluye a los siguientes géneros:
- Anticleina
- Cassidulina
- Cassidulinella †
- Cassidulinoides
- Evolvocassidulina
- Favocassidulina
- Globocassidulina
- Heterocassidulina
- Islandiella
- Lernella
- Paracassidulina
- Pseudocassidulinoides †
- Stichocassidulina †
- Subsidebottomina
- Takayanagia
- Cassilongina

Otros géneros considerados en Cassidulininae son:
- Bradynella, aceptado como Globocassidulina
- Cassandra, aceptado como Islandiella
- Cassidulinitella, aceptado como Globocassidulina
- Cassidulita, aceptado como Islandiella
- Cassilamellina, aceptado como Islandiella
- Discoislandiella, aceptado como Islandiella
- Entrochus, aceptado como Cassidulina
- Lernina, aceptado como Cassidulina
- Planocassidulina, aceptado como Islandiella
- Rosaella, aceptado como Islandiella
- Selenostomum, aceptado como Cassidulina
- Smyrnella, aceptado como Globocassidulina
- Sphaeroislandiella o Sphaeroislandyella, aceptado como Globocassidulina
- Spiniferella, aceptado como Globocassidulina